# Lide
Lide, na concepção mais clássica (Carnelutti), corresponde a um conflito de interesses qualificado por uma pretensão resistida. Trata-se do núcleo essencial de um processo judicial civil, o qual visa, em última instância resolver a Lide (conflito) apresentada perante o juízo.
Entretanto, atualmente, já se percebe que a concepção de Carnelutti já não atende as teses jurídicas mais modernas, pois, se segundo ele, a jurisdição visa resolver uma lide, já se sabe, hoje, que é possível haver jurisdição sem a sua presença. Significa dizer que é perfeitamente possível um processo judicial que não tenha como objetivo resolver conflitos, a exemplo de um processo para simples alteração do nome da pessoa.
É um erro comum entre os estudantes de Direito iniciantes confundir Lide e Facultas agendi (direito subjetivo). O primeiro termo corresponde ao núcleo do processo civil, enquanto o Direito Subjetivo existe como um conjunto de prerrogativas reconhecidas pelo estado e que não necessariamente precisam ser exigidas perante um tribunal.
Compor a Lide significa resolvê-la conforme os mandamentos da ordem jurídica, quer dizer, resolver o conflito segundo a vontade da lei. Aquela operação, o processo, portanto, a série de atos coordenados, se destina a obter a atuação da lei, dessa forma compondo a Lide.
A Lide se estabelece entre dois sujeitos, titulares de interesses contrários, uma a pretender subordinar o interesse do outro ao próprio e outro a opor resistência a essa pretensão. 

## Lide na legislação brasileira
O art. 128 do Código de Processo Civil toma o conceito de lide em um sentido processual. Isso significa que importa ao processo apenas o que foi trazido pelas partes na causa de pedir e no pedido. Questões que, embora presentes na lide social (Carnelutti) não foram trazidas ao processo, não serão objeto de análise pelo juiz. O mérito da causa corresponde à lide processual.
Numa petição inicial, a lide está descrita justamente na descrição dos fatos. Isso porque a lide não é um fenômeno jurídico, mas sim social, pois ela não é criada pelo Direito, mas acontece no mundo dos fatos.